# 레주이코앙
레 주이 코앙(베트남어: Lê Duy Khoáng / 黎維絖 여유광, ? ~ ?년 10월 16일)은 대월 후 레 왕조의 황족, 추존 황제이다. 동루백(東樓伯)에 봉해졌다.
레주이코앙의 고조부 레쯔는 레러이의 둘째 형으로, 람국공(藍國公)에 추봉되었다. 증조부는 규국공(葵國公) 레캉(黎康)，조부는 레토(黎壽), 부친은 레주이티에우(黎維紹)이다. 1556년, 레 중종이 죽었는데 아들이 없었다. 권신 찐끼엠이 레주이코앙의 아들 레주이방을 황제로 옹립하니 이가 곧 영종이다. 영종은 레쯔를 홍유왕(弘裕王)에, 레캉을 현공왕(顯功王)에, 레토를 광업왕(光業王)에, 레주이티에우를 장간왕(莊簡王)에 추봉하였고, 레주이코앙의 시호를 인황제(仁皇帝), 묘호를 효종(孝宗), 능호를 화악릉(華岳陵)이라고 하였다.

## 가계

### 조상
- 현조부 : 선조복황제(Tuyên Tổ Phúc Hoàng đế/宣祖福皇帝) 레코앙(Lê Khoáng/黎曠/여광)
- 현조모 : 정자황태후(Trinh Từ Hoàng thái hậu/貞慈皇太后) 찐 티 응옥트엉(Trịnh thị Ngọc Thương/鄭氏玉蒼/정씨옥창)
- 고조부 : 홍유왕(Hoằng Dụ Vương/弘裕王) 레쯔(Lê Trừ/黎除/여제)
- 고조모 : 정근태비(Trinh Cẩn Thái phi/貞謹太妃) 레 티 랑(Lê thị Lăng/黎氏堎/여씨릉)
- 증조부 : 현공왕(Hiển Công Vương/顯功王) 레캉(Lê Khang/黎康/여강)
- 증조모 : 돈의태비(Đôn Ý Thái phi/敦懿太妃) 레 티 아이(Lê thị Ái/黎氏愛/여씨애)
- 조부 : 광업왕(Quang Nghiệp Vương/光業王) 레토(Lê Thọ/黎壽/여수)
- 조모 : 단자태비(Đoan Từ Thái phi/端慈太妃) 레 티 응옥투이(Lê thị Ngọc Thụy/黎氏玉瑞/여씨옥서)
- 부친 : 장간왕(Trang Giản Vương／莊簡王) 레 주이 티에우(Lê Duy Thiệu/黎維紹/여유소)
- 모친 : 수리태비(Tuy Lý Thái phi/綏理太妃) 레 티 응옥뚜언(Lê thị Ngọc Tuấn/黎氏玉濬/여씨옥준)